# Oameni de onoare
Oameni de onoare (în engleză A Few Good Men) este un film thriller de crimă de proces din 1992 regizat de Rob Reiner după un scenariu de Aaron Sorkin. În rolurile principale au interpretat actorii Tom Cruise, Jack Nicholson, Demi Moore, Kevin Bacon, Kevin Pollak, J. T. Walsh, Cuba Gooding Jr. și Kiefer Sutherland.
A fost produs de studiourile Castle Rock Entertainment și a avut premiera la 9 decembrie 1992 la Westwood, Los Angeles, fiind distribuit de Columbia Pictures și InterCom. Coloana sonoră a fost  compusă de  Marc Shaiman. Cheltuielile de producție s-au ridicat la 33-40 de milioane de dolari americani și a avut încasări de 243,2 milioane de dolari americani.

## Rezumat
Caporalul Harold Dawson (Wolfgang Bodison) și soldatul Louden Downey (James Marshall) se confruntă cu o curte marțială generală, fiind acuzați de uciderea colegului lor pușcașul marin William Santiago la baza navală din Golful Guantanamo din Cuba. Santiago a avut relații proaste cu colegii săi de marină, s-a comportat necorespunzător și a rupt lanțul de comandă, încercând să fie transferat din Guantanamo. Comandantul bazei colonelul Nathan Jessup (Jack Nicholson) și ofițerii săi discută care ar fi cea mai bună cale de acțiune: în timp ce ofițerul executiv al lui Jessup, locotenent-colonelul Matthew Markinson (J. T. Walsh), susține transferul lui Santiago, Jessup spune ironic că mai bine transferă toți soldații americani din Cuba... astfel respinge opțiunea și, în schimb, dă ordin ca ofițerul comandant al lui Santiago, locotenentul Jonathan James Kendrick (Kiefer Sutherland), să-l „antreneze” pe Santiago pentru a deveni un pușcaș marin mai bun.
În timp ce se crede că motivul asasinării lui Santiago a fost răzbunarea deoarece acesta voia să dezvăluie că Dawson a efectuat o împușcătură ilegală către soldatul cubanez din fața sa de peste graniță, investigatorul naval și avocatul locotenent comandant JoAnne Galloway (Demi Moore) suspectează în mare măsură că Dawson și Downey au executat un ordin numit „cod roșu”: o pedeapsă extrajudiciară violentă. Galloway dorește să-i apere pe cei doi, dar cazul este dat locotenentului (grad junior) Daniel Kaffee (Tom Cruise) - un avocat neexperimentat și neentuziast, care are tendința de a negocia în cazurile sale. Galloway și Kaffee se confruntă instantaneu, cu Galloway neliniștită de aparenta lene a lui Kaffee, în timp ce Kaffee este nemulțumit de amestecul lui Galloway. Kaffee și Galloway călătoresc la baza Guantanamo din Cuba pentru a-i interoga pe colonelul Jessup și pe alții. În urma interogării, Jessup susține că Santiago urma să fie transferat a doua zi.
Când Kaffee încearcă o negociere cu procurorul Ross, Dawson și Downey refuză, insistând că Kendrick le-a dat într-adevăr ordinul „cod roșu” și că nu au intenționat niciodată ca Santiago să moară. Dawson arată un dispreț total pentru Kaffee, refuzând să-l salute sau să-l recunoască ca ofițer, deoarece Dawson îl vede ca neavând nicio onoare, deoarece a ales să facă un târg cu procurorul. Între timp, Lt. Col Markinson dispare. 
După ce începe procesul, Markinson apare mai târziu în autoturismul lui Kaffee și afirmă, fără echivoc, că Jessup nu a ordonat niciodată un transfer pentru William Santiago. Apărarea reușește să stabilească că i s-a refuzat promovarea caporalului Dawson deoarece a dat alimente unui soldat care a fost condamnat la arest fără alimente, punându-l pe Dawson într-o lumină bună în fața juriului și dovedind că aceste „coduri roșii” chiar au fost date anterior. Cu toate acestea, apărarea suferă în continuare două eșecuri majore: Downey, în urma interogatoriului, dezvăluie că nu a fost prezent când Dawson a primit presupusul ordin „cod roșu” și Markinson s-a sinucis înainte de a putea depune mărturie, rușinat că nu a reușit să protejeze un soldat aflat sub comanda sa.
Fără mărturia lui Markinson, Kaffee crede că totul este pierdut. Mai târziu se întoarce acasă beat, lamentându-se că nu a făcut o înțelegere de la bun început. Galloway îl încurajează pe Kaffee să-l cheme pe Jessup ca martor, în ciuda riscului de a fi judecat pentru că a pătat onoarea unui ofițer de rang înalt. Jessup răspunde calm la întrebările lui Kaffee, dar devine nervos când Kaffee subliniază o contradicție în mărturia sa: Jessup a declarat că soldații săi ascultă întotdeauna ordinele primite și că Santiago urma să fie transferat pentru propria sa siguranță; astfel, întreabă Kaffee, dacă Jessup le-a ordonat oamenilor să-l lase pe Santiago în pace, atunci cum ar putea Santiago să fi fost în pericol? Iritat de faptul că a fost prins cu minciuna și dezgustat de ceea ce consideră el ca fiind obrăznicia lui Kaffee față de pușcașii marini, Jessup exaltă importanța militarilor și a sa pentru securitatea națională. Când a fost întrebat cu claritate dacă a ordonat „cod roșu”, Jessup continuă discursul său și, după ce i s-a pus în mod repetat aceeași întrebare, spune cu dispreț că, da, a comandat un „cod roșu”. Jessup încearcă să părăsească sala de judecată, dar este arestat imediat.
Dawson și Downey sunt găsiți nevinovați la acuzațiile de crimă și conspirație, dar găsiți vinovați de „conduită nepotrivită” și li se ordonă lăsarea la vatră fără onoare. Dawson acceptă verdictul, dar Downey nu înțelege unde a greșit. Dawson explică că nu au reușit să-i apere pe cei prea slabi pentru a lupta pentru ei înșiși, precum Santiago. În timp ce cei doi părăsesc sala de judecată, Kaffee îi spune lui Dawson că nu are nevoie să poarte o uniformă pentru a avea onoare. Dawson renunță la disprețul său anterior pentru Kaffee, îl recunoaște ca ofițer și îl salută regulamentar, cu respect. Filmul se încheie cu Kaffee și Ross felicitându-se reciproc înainte ca Ross să plece pentru a-l aresta pe Kendrick.

## Distribuție
Au interpretat actorii:
- Tom Cruise - Lieutenant (junior grade) Daniel Alastair Kaffee, USN, JAG Corps
- Jack Nicholson - Colonel Nathan R. Jessup, USMC
- Demi Moore - Lieutenant Commander JoAnne Galloway, USN, JAG Corps
- Kevin Bacon - Captain Jack Ross, USMC, Judge Advocate Division
- Kiefer Sutherland - First Lieutenant Jonathan James Kendrick, USMC
- Kevin Pollak - Lieutenant (junior grade) Sam Weinberg, USN, JAG Corps
- Wolfgang Bodison - Lance Corporal Harold W. Dawson, USMC
- James Marshall - Private First Class Louden Downey, USMC
- J. T. Walsh - Lieutenant Colonel Matthew Andrew Markinson, USMC
- J. A. Preston - Judge (Colonel) Julius Alexander Randolph, USMC
- Michael DeLorenzo - Private First Class William T. Santiago, USMC
- Noah Wyle - Corporal Jeffrey Owen Barnes, USMC
- Cuba Gooding Jr. - Corporal Carl Edward Hammaker, USMC
- Xander Berkeley - Captain Whitaker, USN
- Matt Craven - Lieutenant Dave Spradling, USN, JAG Corps
- John M. Jackson - Captain West, USN, JAG Corps
- Christopher Guest - Commander (Dr.) Stone, USN, MC
- Joshua Malina - Jessup's clerk, Tom, USMC
- Harry Caesar - newspaper stand operator Luther

## Primire

### Nominalizări la Premiile Oscar
Filmul a fost nominalizat la patru premii Oscar:
- Premiul Oscar pentru cel mai bun film
- Premiul Oscar pentru cel mai bun actor în rol secundar (Jack Nicholson)
- Premiul Oscar pentru cel mai bun montaj (Robert Leighton)
- Premiul Oscar pentru cel mai bun mixaj sonor (Kevin O'Connell, Rick Kline și Robert Eber)

### Nominalizări la Premiile Globul de Aur
Filmul a fost nominalizat la cinci premii Globul de Aur:
- Premiul Globul de Aur pentru cel mai bun film dramatic
- Premiul Globul de Aur pentru cel mai bun regizor (Rob Reiner)
- Premiul Globul de Aur pentru cel mai bun actor (dramă) (Tom Cruise)
- Premiul Globul de Aur pentru cel mai bun actor în rol secundar (film) (Jack Nicholson)
- Premiul Globul de Aur pentru cel mai bun scenariu (Aaron Sorkin)

### Altele
Filmul a fost recunoscut de Institutul American de Film în aceste liste:
- 2003: 50 de eroi și 50 de răufăcători:
  - Colonel Nathan R. Jessup – Nominalizat ca răufăcător[17]
- 2005: 100 de ani...100 de replici memorabile:
  - Col. Nathan Jessup: "You can't handle the truth!" – „Nu poți tu să faci față adevărului!” #29[18]
- 2008: AFI 10 top 10:
  - Film dramatic de proces - #5[19]